# Gradac
För andra betydelser, se Gradac (olika betydelser).
Gradac (italienska: Labinezza) är en kommun och turistort i Kroatien. Kommunen har 3 261 invånare (2011) varav 1 308 invånare bor i tätorten. Gradac är belägen vid berget Biokovos fot vid Makarskarivieran i landskapet Dalmatien i den södra delen av landet. Det är den sydligaste kommunen i Split-Dalmatiens län.

## Administrativ indelning
I kommunen Gradac ligger följande fem orter och samhällen: 
| Samhälle | Antal invånare |
| -------- | -------------- |
| Brist    | 400            |
| Drvenik  | 494            |
| Gradac   | 1 308          |
| Podaca   | 728            |
| Zaostrog | 330            |